# .be
A .be a Belgium internetes legfelső szintű tartomány kódja, melyet 1988-ban hoztak létre.
2008-ban a flamand régió kormányzata döntést hozott, miszerint önálló régiókódot fog kérni, amely nagyobb lehetőségeket hozhatna a flamandok számára. Mivel a kétbetűs régiókódokat a független országok számára tartják fent, a flamand régió a ".vla", ".vln", ".vlaanderen" vagy a ".fla" használatát fogja kérni.
Néhány magyar oldal is ezt a domain TLD-t választotta, ugyanis össze lehet olvasni az egész címet, úgy is, mintha egy igekötős ige lenne. (Pl.: mutasd.be)